# Lorenzo Hernández Ocampo
Lorenzo Hernández Ocampo nació en Santa Catalina Chinango, Municipio de San Pedro y San Pablo Tequixtepec, Distrito de Huajuapan de León, Oaxaca, México, el 22 de julio de 1942. Es escritor, poeta y traductor mixteco. Su lengua materna es tu’un savi o mixteco. Es autor, entre otros, del libro Sa’vi dedavi /Poemas de la lluvia (2012), además fue el traductor al mixteco de la Constitución Política de los Estados Unidos Mexicanos.

## Biografía
Lorenzo Hernández es originario de Santa Catalina Chinango, del municipio de San Pedro y San Pablo Tequixtepec, distrito de Huajuapan de León, en el estado de Oaxaca.  Es un escritor comprometido con la defensa de su cultura y su lengua, el tu’un savi, la cual es una variante de las lenguas mixtecas. 
Concluyó la carrera de Biología en la Facultad de Ciencias de la Universidad Nacional Autónoma de México, habiendo aprobado la traducción de dos idiomas. Fue profesor en el Área de Ciencias Naturales de Educación Media de la Secretaría de Educación Pública, en la Ciudad de México hasta 1993. También fue investigador en el Instituto de Investigación Científica sobre Recursos Naturales de la Universidad Autónoma de Guerrero, en Chilpancingo, Guerrero, de 1981 a 1984, igualmente, fue profesor de la Facultad de Ciencias Químicas de la Universidad Autónoma de Guerrero de 1981 a 1984.
Como parte de su preparación, cursó  el Diplomado de Literatura en Lenguas Indígenas en la SOGEM en 2008. Además fue expositor en el Diplomado de Literatura de Lenguas Indígenas “Carlos Montemayor” en la Casa Abierta al Tiempo de la Universidad Autónoma Metropolitana (UAM).Colaborador en Nuestra Palabra, suplemento de El Nacional.

## Trayectoria
Ha sido traductor de contenidos y asesor en la lengua mixteca en el proyecto “Así vivimos en el mundo”, en la variante de la mixteca baja, ha sido apoyo en la creación de material multimedia para el aprendizaje de la lengua y cultura mixteca para la Educación Secundaria. 2006.
Ha participado como colaborador en diferentes talleres, libros y proyectos para el aprendizaje de la lengua mixteca y del fomento de la cultura mixteca. También ha participado en diferentes foros culturales en recitales y narrativa en la Ciudad de México, en el interior del país y  el extranjero.  
Fue socio y representante Honorario del Pueblo Mixteco de Lameladivetro (La manzana de cristal) – Asociación Cultural por el Diálogo Internacional en Génova, Italia, en 2012. Además participó en el Festival Internacional de Poesía en 2012 en la misma ciudad italiana.
A él se le debe la traducción de la Constitución Política de los Estados Unidos Mexicanos a las lengua indígena del mixteco.
Es, actualmente, asociado de Escritores en Lenguas Indígenas,  A. C. “ELIAC”, de la Organización de Traductores, Intérpretes Interculturales y Gestores en Lenguas Indígenas, A. C. “OTIIGLI” y de la Asociación "Pluralidad Indígena A.C.".
Sus poemas han sido publicados en diferentes revistas, diarios y antologías. Participó en la antología Los 43 poetas por Ayotzinapa (Drokerz, 2015) y en el reciente libro de Manantial de Estrellas (Pluralidad indígena, 2018)
El Maestro Hernández también fue integrado al libro  en Antigua y Nueva Palabra de Miguel León Portilla, con "Del Sa’vi de Chinango" (2004).

## Reconocimientos
En el año 2012 la Plataforma de Opinión y Expresión Magisterial A. C. lo reconoce como Maestro Emérito de México en el Palacio de Bellas Artes, “Sala Manuel M. Ponce”. 

Fue reconocido como socio activo de la Academia Nacional para el Desarrollo del Adulto Mayor de la Sociedad Mexicana de Geografía y Estadística.  2016.

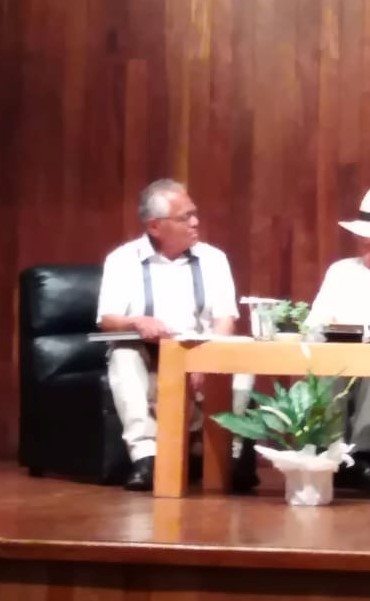
El poeta mixteco Lorenzo Hernández Ocampo en la presentación del libro Manantial de Estrellas 2019

## Publicaciones

### Libros
“Sa’vi dedavi /Poemas de la lluvia”, editado por la Secretaria de las Culturas y Artes de Oaxaca. 2012

### Antologías
- Antigua y nueva palabra: una antología de la literatura mesoamericana, desde los tiempos precolombinos hasta el presente (Aguilar, 2004)
- México: diversas lenguas una sola Nación. Tomo I. Antología de Poesía. ELIAC. 2008
- México: diversas lenguas una sola Nación. Tomo II. Antología de Narrativa. ELIAC. 2008
- Los 43. Poetas por Ayotzinapa (Drokerz, 2015)
- “Filosofía Mixteca de Chinango,Oaxaca en León Portilla, Miguel. Antigua y nueva palabra,México, 2004.

### Coautor
- Coautor de“Flora Medicinal Mixteca de Chinango, Oaxaca” en Flora Medicinal Indígena de México del Instituto Nacional Indigenista (INI). 1994.

### Colaboraciones
Koo tekui o la culebra de agua en Tu’un savi, revista cultural de la Mixteca Baja. 2003 
“Nuestra Palabra” suplemento de El Nacional, año 1, núm. 10, 12 de junio de 1990, p. 9.

### Traducción
- Traductor de contenidos y asesor en lengua mixteca “Así vivimos en el mundo” (para el nivel de Educación Secundaria de la SEP).
- Por encargo del Senado de la República tradujo La Constitución Política de los Estados Unidos Mexicanos al Mixteco. 2010.